# 平和の鐘 (広島市)
平和の鐘（へいわのかね、英: Hiroshima Peace Bell）は、広島県広島市にある鐘。広島市への原子爆弾投下後、反核と恒久平和を願って建設された広島平和記念公園内に設置されている。
平和公園内には、毎年8月6日の広島平和記念式典で鳴らされる鐘、平和公園の訪問客用に常設されている鐘、毎朝8時15分に鳴るチャイム、の3つの鐘がある。さらに隣の広島市中央公園内にもあり、爆心地近くに4つ平和の鐘が存在する。また、市内には他にも平和の鐘がある。日本の音風景100選にも選ばれている。

## 沿革
| 初代                            | 1947年 ～ 1948年 | 1951年、盗難により現存せず。 |
| 2代                             | 1949年           | 新造。中央公園に現存。       |
| （1950年 : 式典中止）           |                  |                              |
| （1951年 : 式典再開も鐘未使用） |                  |                              |
| 3代                             | 1952年 ～ 1963年 | 光元寺から借受。             |
| 4代                             | 1964年 ～ 1966年 | 観音寺から借受。             |
| 5代                             | 1967年 ～ 現在   | 新造。                       |

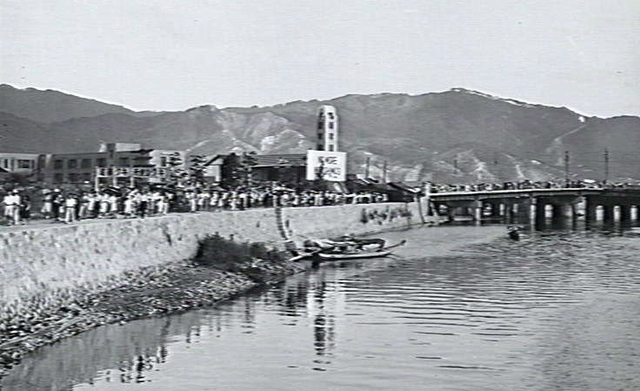
1948年平和祭。中央が初代の平和の鐘が吊るされた平和塔。

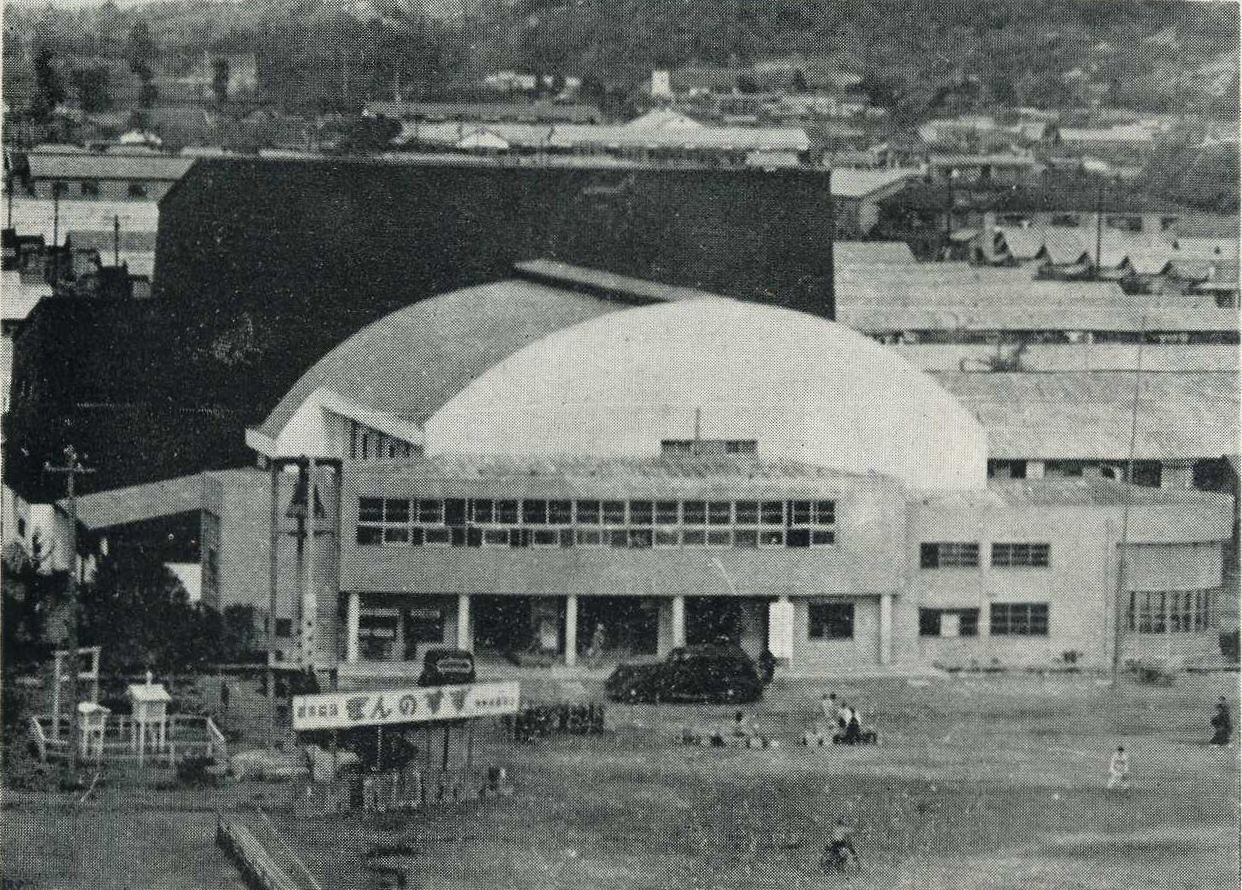
当時中央公園にあった児童文化会館。建物正面左に2代目の平和の鐘が見える。

毎年8月6日の平和記念式典で平和の鐘が鳴らされるが、これは1947年（昭和22年）8月6日第1回広島平和祭で初めて行われた。広島市は当初梵鐘ではなく西洋風の振り鐘を考えており、この初代の平和の鐘は教会で鳴らされるような鐘だった。鐘の重さは37.5kg。式典後この鐘は、現在の平和公園がある中島町の北端「慈仙寺鼻」（現在の平和の時計塔付近）に、高さ10mの「平和塔」に吊るされ、1948年（昭和23年）第2回式典でも鳴らされた。ただ、朝鮮戦争による金属需要増加により、1951年（昭和26年）3月盗難に遭った。
2代目の平和の鐘は、1949年（昭和24年）広島平和記念都市建設法公布を記念し広島銅合金鋳造会が市に贈与、この年の式典は基町の旧西練兵場跡地である市民広場（現在の広島市中央公園内の旧広島市民球場地）で行われたためそこに設置し、同年の式典で鳴らされた。鐘の重さは800kg。翌1950年（昭和25年）朝鮮戦争の余波で式典は中止、その後式典は整備中の平和公園内で行われるようになったため、1回のみ使われただけでこの鐘は使われなくなった。その後忘れられた存在となり、市も20年以上忘れていたほどである。
1951年、式典は再開されるが、上述のように初代の鐘が盗難に遭ったため、平和の鐘は用いられず、サイレンが代用された。。
1952年（昭和27年）平和式典で平和の鐘が再開され、この際には中広町（現西区）の「光元寺」にあった鐘が用いられた。これが3代目の平和の鐘にあたる。式典の日である8月6日はどの寺院でも法要が行われていたためどこからも鐘を貸してもらえず、寺の檀家の市役所職員が頼みこんだ末での借り受けだった。この鐘は1963年（昭和38年）まで使われた。鐘の重さは21.5kg。なお、光元寺は火災により焼失したが、鐘は寺宝となって現存しており、2012年に広島市に寄贈、平和記念資料館にて展示された。
1964年（昭和39年）から1966年（昭和41年）までの式典での鐘、つまり4代目は元宇品町（現南区）「臨済宗観音寺」の半鐘を借り受けて用いられた。現在は観音寺の本堂前の軒下にて、寺院の半鐘として現在も使用されている。
現在使われている平和の鐘は、1967年（昭和42年）建立の5代目にあたる（下記参照）。鐘の重さは90kg。
1996年（平成8年）、平和公園内の3つの鐘（平和記念式典で鳴らされ普段は広島平和記念資料館に展示している鐘・常設している鐘・平和の時計塔のチャイム音）の全体の音風景が、環境庁（現環境省）の日本の音風景100選に選定された。

## 平和公園内

### 資料館展示
年に一度8月6日午前8時15分平和記念式典内でに鳴らされる5代目の平和の鐘は、1967年香取正彦から寄贈された高さ77cmの鐘で、表面の「平和」の文字は吉田茂の揮毫。
1966年ごろ、香取は4代目の平和の鐘の音を聞きその音色が良くないと平和の鐘を新しくつくることを思いつき、翌1967年から制作に入る。その際に、鐘の表面に吉田茂が書いた「平和」の文字を刻むことを思いつき、娘婿で吉田と面識があった御巫清尚外務官僚に依頼した。吉田は了解し、その揮毫を香取は引き伸ばして鐘に転写し同年7月22日に完成した。完成後、香取は吉田にその音色を聞かせている。なお、吉田は同年10月に亡くなった。
普段は平和記念資料館東館1階に展示されている。なお、毎年式典でこの鐘を鳴らすのは、毎年選出される遺族代表とこども代表の2人である。

### 屋外常設
1964年（昭和39年）9月20日原爆被災者広島悲願結晶の会により建立。設計は香取正彦。公園北側にあり、西側の道向かいに原爆供養塔がある。
4本の柱で支えられたコンクリート製のドーム型の屋根に、口径約1m×高さ1.7m、重さ約1,200kgの梵鐘が下げられている。鐘の表面には、国境のない世界地図が浮き彫りにされ、撞座（撞木を打ち付ける部分）には原子力のマークが、その反対側には丸い鏡が表現されている。
周囲の幅2m・深さ80cmの池には当初大賀ハスが植えられていた。現在では大賀ハス以外のハスが目立つようになったことから、広島市が公開する資料では単に「ハス」として書かれている。ハスの葉が植えられたのは、被爆者が垂れた皮膚にハスの葉を包帯代わりにして巻き付けたからと言われている。
この鐘は、誰でも自由に打ち鳴らすことができる。ただし、不心得な観光客の乱打による鐘の破損を防ぐため、鐘の音が終わるまでは再度鐘を打ってはいけない決まりがある。

### 平和の時計塔

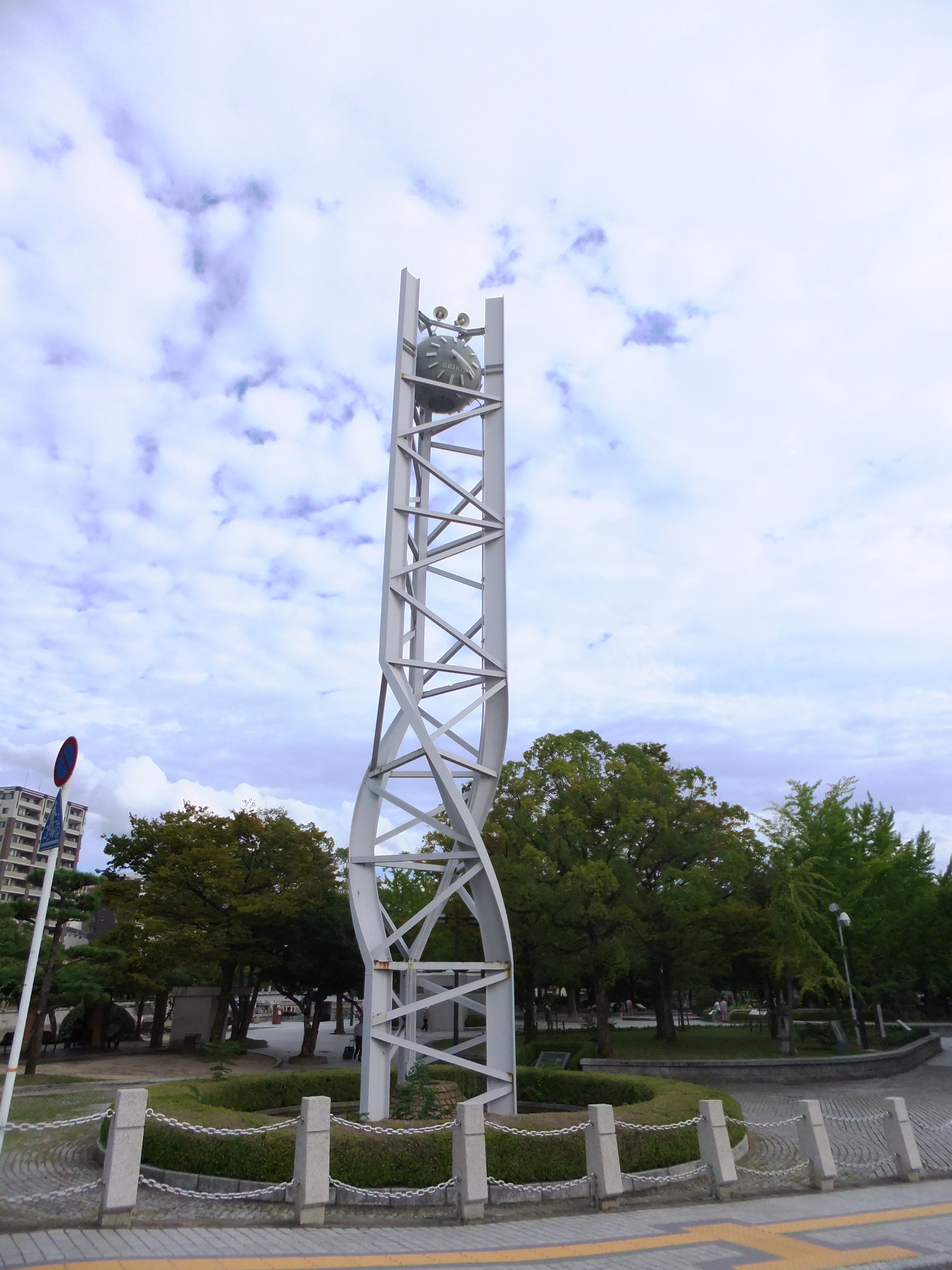

1967年10月28日広島鯉城ライオンズクラブにより建立。設計は大旗正二。平和の鐘の北側、相生橋連絡橋南詰にある。上記の通り、元々初代の平和の鐘はこの付近に吊るされていた。
60度ずつひとひねりされた3本の高さ20mの鉄柱の塔上に、球体の3方向を向いた時計が乗っている。原子爆弾が投下された時刻とされる8時15分に毎朝チャイムを鳴らすことにより、「No more Hiroshimas」をアピールしている。
当初、平和公園の設計者である丹下健三の発言と市の方針により、平和公園内にモニュメント等の新規建立が禁止されていたが、関係者が丹下に会談、趣旨を説明後に建立決定した経緯がある。

## 中央公園内
上記の通り、1949年広島銅合金鋳造会建立の2代目の平和の鐘にあたる。
現存する他の平和の鐘が仏教式の梵鐘を採用している中、この鐘は初代の鐘にならい世界に平和をアピールするためキリスト教式の振り鐘を採用している。内径1.2m×高さ1.4m。また、被爆金属を溶かして鋳造されているところも特徴。平和の象徴であるハトや、「No more Hiroshimas」の英文、広島市章が刻まれている。
中央公園のこの区画は、戦後GHQ全面協力の下で大ホールを核に児童図書館や美術館を建てる構想により整備された区画で、まず1948年に広島児童文化会館が建てられ、そして翌年に第3回平和祭が同地で開催された。この平和の鐘はその平和祭で鳴らされた後、児童文化会館前に高さ約9mの鉄骨の鐘楼に据えられた。その後、平和記念式典では全く鳴らされておらず、管理する市も存在すら忘れさられていた。2013年に開かれた平和イベントで64年ぶりに鳴らされている。2015年からは、市民有志によって設立された「響け！平和の鐘実行委員会」の手で毎年8月6日にこの鐘を撞く式典がとり行われている
。式典では、招かれた広島銅合金鋳造会の関係者のほか、一般市民を含めた参加者一同でこの鐘を撞く。
長期間放置されていたために、脚部が１メートルほど埋められて全体が低くなっていたほか、塔柱に取り付けられていた４つがいの鳩の銅製レリーフのうちの３つがいが失われたままであった。2020年に中央公園を会場として開催された全国都市緑化フェア（「ひろしま　はなのわ　2020」）の終了後、会場の原状復帰の機会を利用して、2021年春に脚部の掘削によりもとに近い姿に復元された。また、残った１つがいの鳩を母型として改めて３つがいが鋳造し直され、同年８月６日にもとの場所に取り付けられた。鳩は「響け！平和の鐘実行委員会」の寄贈によるものである。

## 姉妹都市
海外には広島市との姉妹都市提携記念として広島が寄贈した平和の鐘がある。
ホノルル
アメリカ合衆国・ハワイ出雲大社の前にある。1985年に広島市から寄贈した。
ハノーファー
ドイツ・ハノーファーのエギディエン教会にある。この教会は第2次世界大戦において爆撃で破壊され、現在は平和祈願施設として公開されている。広島市とハノーファー市が姉妹都市締結した際、1985年広島市から寄贈した。
なお、広島中央公園内にある「ハノーバー庭園」はこの時に整備されたもの。
モントリオール
カナダ・モントリオールのモントリオール植物園内にある。1998年姉妹都市締結した際に、広島市から寄贈したもの。
他にも1986年に中華人民共和国・重慶市の鵝嶺公園 、1997年に大韓民国・大邱広域市の達城韓日友好館、1985年にロシア・ヴォルゴグラードのスターリングラード攻防戦パノラマ博物館にも、姉妹都市提携記念として、広島市から平和の鐘が寄贈されている。

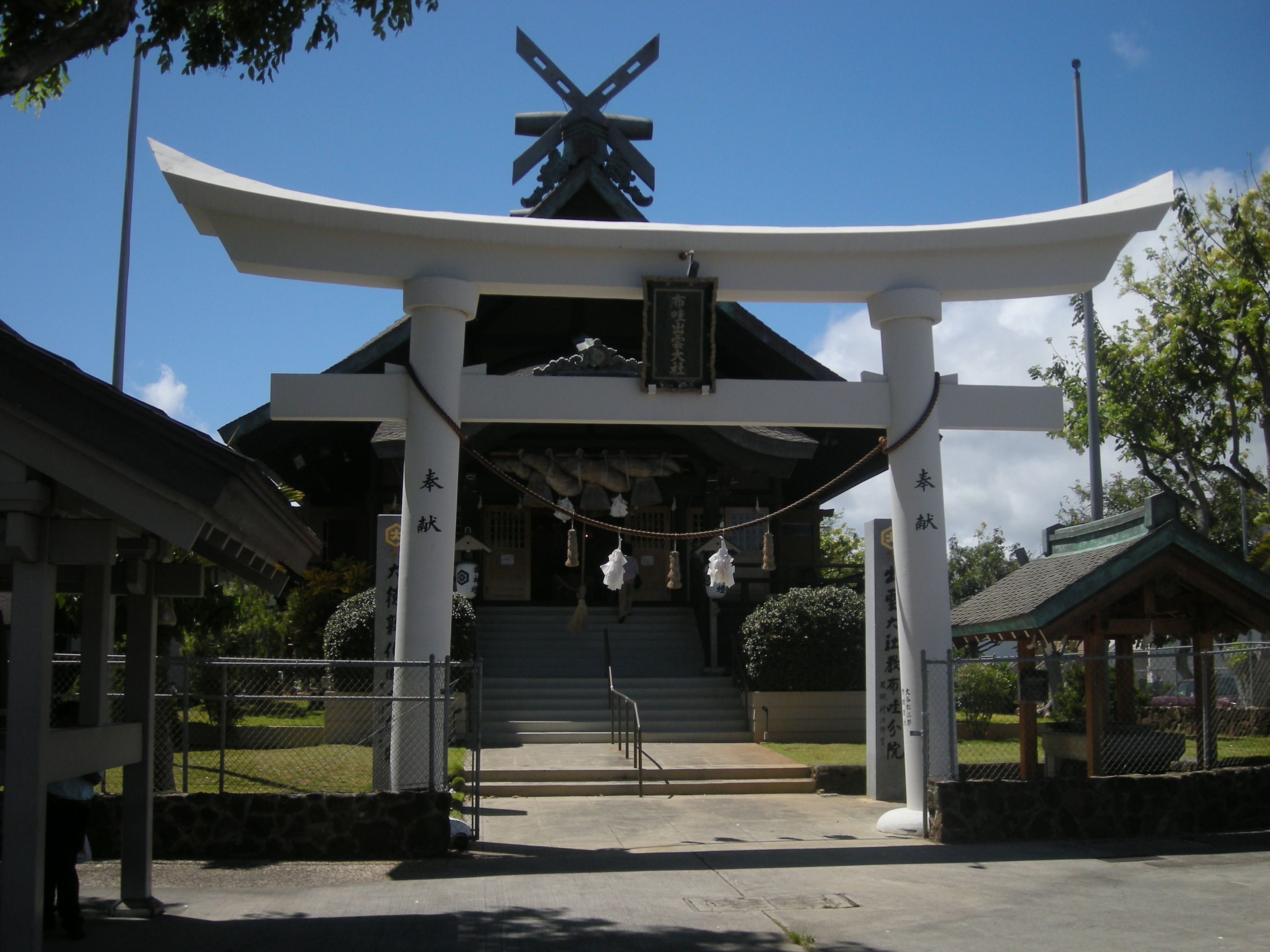
ハワイ出雲大社。左に見切れる社に鐘が釣られている。
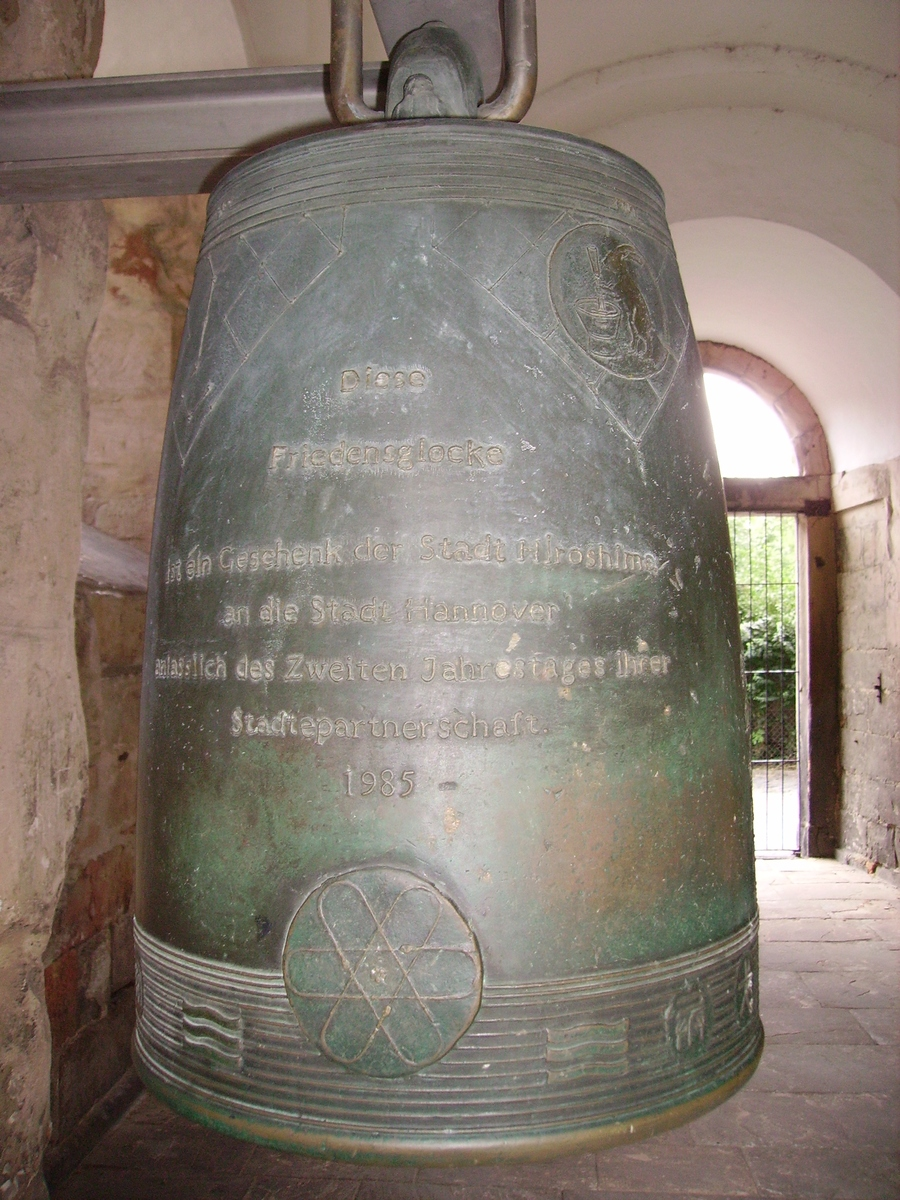
ハノーファー
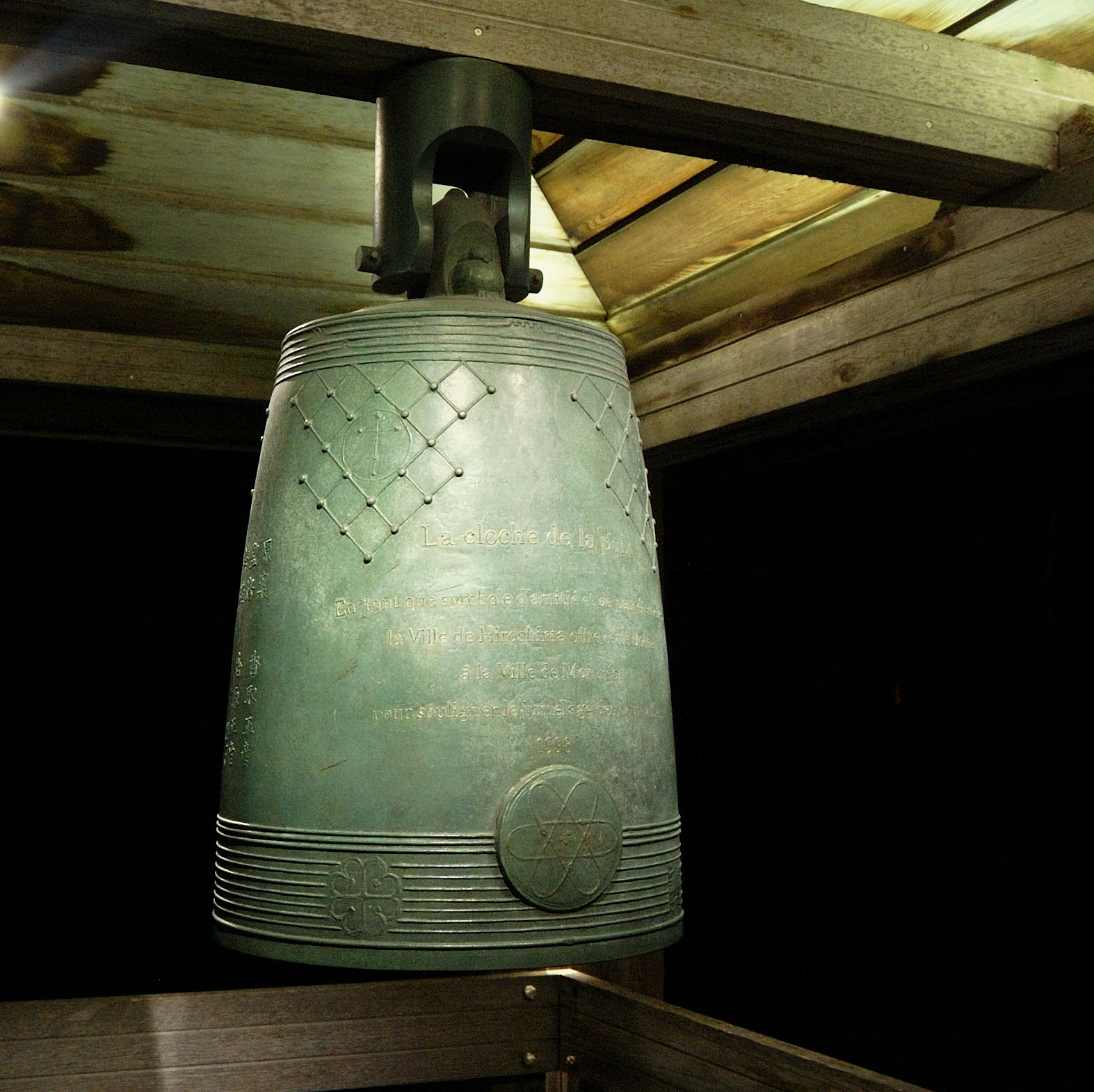
モントリオール